# Lysmus ogatai
Lysmus ogatai is een insect uit de familie watergaasvliegen (Osmylidae), die tot de orde netvleugeligen (Neuroptera) behoort. 
Lysmus ogatai is voor het eerst wetenschappelijk beschreven door Nakahara in 1955. De soort komt voor in Japan.